# Nespeky
Nespeky (deutsch Dnespek, früher auch Nössbeck) ist eine Gemeinde im Okres Benešov in der Mittelböhmischen Region der Tschechischen Republik. Sie liegt am östlichen Ufer des Flusses Sázava zwischen den Städten Poříčí nad Sázavou und Týnec nad Sázavou. Nespeky ist bekannt für seine zwei Fußballmannschaften, Sokol Nespeky A und Sokol Nespeky B. Bekannte Einwohner sind unter anderem die pensionierten tschechischen Fußballspieler Antonín Panenka und Karel Nachtmann.

## Gemeindegliederung
Die Gemeinde Nespeky besteht aus den Ortsteilen Ledce (Ledetz), Městečko (Mestetzko) und Nespeky (Dnespek). Grundsiedlungseinheiten sind Městečko und Nespeky. Zu Nespeky gehört außerdem die Ansiedlung Doly.